# Caput Mundi - I Mostri di Roma
Caput Mundi - I Mostri di Roma è una miniserie di 6 numeri pubblicata da Editoriale Cosmo, nata da un'idea di Roberto Recchioni, che rappresenta la nascita dell'Universo Cosmo, ovvero di un universo narrativo coeso per i personaggi della casa editrice e di una relativa continuity, seguendo il modello dei fumetti americani. Ogni numero della serie introduce un nuovo personaggio per questo nuovo universo narrativo, utilizzando come collante il personaggio di Pietro Battaglia e sviluppando poi una trama orizzontale coesa.

## Elenco degli albi

### Caput Mundi - I Mostri di Roma
| Nr. | Titolo                | Sceneggiatura                     | Disegni                              | Copertina       | Pubblicazione     |
| --- | --------------------- | --------------------------------- | ------------------------------------ | --------------- | ----------------- |
| 1   | Città di Lupi         | Michele Monteleone, Dario Sicchio | Pietrantonio Bruno                   | Marco Mastrazzo | 21 settembre 2017 |
| 2   | Meravigliosa Creatura | Giovanni Masi                     | Francesca Ciregia, Antonio Mlinaric  | Marco Mastrazzo | 26 ottobre 2017   |
| 3   | L'Uomo che non c'era  | Giulio Antonio Gualtieri          | Ludovica Ceregatti                   | Marco Mastrazzo | 16 novembre 2017  |
| 4   | Il Lago che Combatte  | Roberto Cirincione, Dario Sicchio | Stefano Manieri, Francesco Chiappara | Marco Mastrazzo | 21 dicembre 2017  |
| 5   | Prima dell'Alba       | Giovanni Masi, Dario Sicchio      | Fabiana Mascolo                      | Marco Mastrazzo | 18 gennaio 2018   |
| 6   | Su Questa Pietra      | Giovanni Masi, Dario Sicchio      | Alessio Moroni, Andy Pompeo          | Marco Mastrazzo | 22 febbraio 2018  |

### Caput Mundi - Nero
| Nr. | Titolo                 | Sceneggiatura                     | Disegni                              | Copertina       | Pubblicazione   |
| --- | ---------------------- | --------------------------------- | ------------------------------------ | --------------- | --------------- |
| 1   | L'Inferno è Vuoto      | Michele Monteleone, Dario Sicchio | Francesco Mobili, Pierluigi Minotti  | Marco Mastrazzo | 8 novembre 2018 |
| 2   | Come Una Bestia Feroce | Michele Monteleone, Dario Sicchio | Andy Pompeo, Pierluigi Minotti       | Marco Mastrazzo | 9 dicembre 2018 |
| 3   | Caduta Dal Paradiso    | Michele Monteleone, Dario Sicchio | Giorgio Spalletta, Pierluigi Minotti | Marco Mastrazzo | 10 gennaio 2019 |

## Seguito
Il 29 Dicembre 2017, poco dopo l'uscita del quarto numero della miniserie, Roberto Recchioni ha annunciato, in un post sul suo profilo personale, che la serie avrebbe avuto una seconda stagione, che però non l'avrebbe visto coinvolto. La cosa è stata confermata dalla stessa Editoriale Cosmo che, in Ottobre 2018, ha ufficialmente annunciato una seconda stagione di tre albi intitolata CAPUT MUNDI - Nero, con un primo numero in uscita nel Novembre 2018. L'editore ha inoltre confermato che Recchioni non è coinvolto nel progetto, che è stato invece concepito e scritto interamente dagli autori del primo numero della prima stagione: Michele Monteleone e Dario Sicchio. La seconda stagione è interamente incentrata su uno dei protagonisti della prima serie, ovvero Nero. Questa seconda stagione è stata accolta da critiche entusiastiche, molto più favorevoli rispetto a quelle che avevano caratterizzato il primo ciclo di storie, apprezzamento confermato dalla candidatura della serie al Premio Attilio Micheluzzi 2019 come Miglior Serie Italiana.
L'Editoriale Cosmo ha annunciato che la serie avrà una terza iterazione con un volume speciale a colori intitolato CAPUT MUNDI - IMPERIUM, scritto da Dario Sicchio e disegnato da Lorenzo Magalotti, in uscita a Novembre 2019.